# Винтарєвець
Винтарєвець (словен. Vintarjevec) — поселення в общині Шмартно-при-Літії, Осреднєсловенський регіон, Словенія. 
Висота над рівнем моря: 358,2 м.